# Exocentrus vetustus
Exocentrus vetustus är en skalbaggsart som beskrevs av Holzschuh 2007. Exocentrus vetustus ingår i släktet Exocentrus och familjen långhorningar. Inga underarter finns listade i Catalogue of Life.